# Ryan Kelly (fútbol americano)
Ryan Kelly (Municipio de West Chester, Ohio, 30 de mayo de 1993) es un jugador profesional estadounidense de fútbol americano que se desempeña en la posición de center en Indianapolis Colts, equipo de la National Football League (NFL).

## Carrera
Fue seleccionado en la primera ronda en la Reunión Anual de Selección de Jugadores de la NFL de 2016. Hizo su debut profesional con el equipo Indianapolis Colts, donde lleva jugando ocho temporadas.